# Russische bezetting van de oblast Zaporizja
De Russische bezetting van de oblast Zaporizja is een lopende militaire bezetting van de Oekraïense oblast Zaporizja door Russische troepen, die begon op 24 februari 2022 tijdens de Russische invasie van Oekraïne als onderdeel van het Chersonoffensief. Het gebied werd bestuurd onder een door Rusland gecontroleerde militair-civiele administratie tot 30 september 2022, toen het illegaal werd geannexeerd om een niet-erkend deelgebied van Rusland te worden.
Op 26 februari kwam de stad Berdjansk onder Russische controle, gevolgd door een Russische overwinning in Melitopol op 1 maart. Russische troepen belegerden de stad Enerhodar, de thuisbasis van de kerncentrale Zaporizja, en veroverden deze vervolgens op 4 maart. Ze namen echter niet de hoofdstad van de oblast, Zaporizja, in, die onder controle van de Oekraïense regering bleef.
In mei begon de Russische regering Russische paspoorten aan te bieden aan de inwoners van de regio. In juli vaardigde het een decreet uit dat de Russische censuurwetten van 2022 uitbreidde naar de oblast en deportatie naar Rusland als strafmaatregel omvatte. In september hielden de bezettingstroepen geënsceneerde referenda in de bezette gebieden om zich bij de Russische Federatie aan te sluiten. Rusland annexeerde op 30 september 2022 de oblast Zaporizja, inclusief delen van de oblast die het op dat moment niet onder controle had. De Algemene Vergadering van de Verenigde Naties eiste dat Rusland zich "onmiddellijk, volledig en onvoorwaardelijk terugtrekt" en nam een resolutie aan waarin landen werden opgeroepen om niet te erkennen wat het beschreef als een "poging tot illegale annexatie".
Melitopol dient als de Russische zetel van het bestuur omdat de Russen Zaporizja niet onder controle hebben.

## Verzet tegen de bezetting
Op 22 april 2022 zei Ivan Fedorov, de burgemeester van Melitopol, dat meer dan 100 Russische soldaten werden gedood door partizanen tijdens de bezetting van zijn stad.
Op 24 augustus 2022 werd het door Rusland aangestelde hoofd van Mychajlivka in de oblast Zaporizja, Ivan Soesjko, vermoord bij een bomaanslag op zijn auto.